# Charles Blount
Charles Blount (Upper Holloway, 27 aprile 1654 – Londra, agosto 1693) è stato uno scrittore inglese.

## Biografia
Charles Blount nacque a Upper Holloway il 27 aprile 1654. Suo padre, Sir Henry Blount (1602–1682), si occupò della sua educazione e probabilmente lo aiutò nella stesura sua Anima Mundi (1679), che destò enorme scandalo a causa delle opinioni scettiche in essa espresse. L'opera fu soppressa per ordine del vescovo di Londra e persino bruciata da qualche funzionario troppo zelante, ma ne fu consentita la ristampa. Blount era un ammiratore di Hobbes e pubblicò i suoi “Last Sayings” (1679), un opuscolo composto da estratti dal Leviatano. La sua opera Great is Diana of the Ephesians, or the original of idolatry (1680), violenta critica del sacerdozio, suscitò severe critiche da parte dell'opinione pubblica britannica. Il suo libro più noto, The Two First Books of Philostratus concerning the Life of Apollonius Tyaneus (1680), fu proibito nel 1693, soprattutto a causa delle note, che secondo Bayle furono tratte principalmente da un manoscritto di Edward Herbert. Blount contribuì alla rimozione delle restrizioni alla libertà di stampa con due pamphlet (1693) derivati principalmente dall’Areopagitica di Milton.
Blount si uccise sparandosi un colpo di pistola alla testa nell'agosto del 1693. Poco prima della sua morte fu stampata una raccolta dei suoi opuscoli e delle sue carte private con una prefazione di Charles Gildon, sotto il titolo di Oracles of reason, in cui si sosteneva che i miracoli biblici sono un frutto della superstizione.